# Winthrop Harbor
Winthrop Harbor is een plaats (village) in de Amerikaanse staat Illinois, en valt bestuurlijk gezien onder Lake County.

## Demografie
Bij de volkstelling in 2000 werd het aantal inwoners vastgesteld op 6670. In 2006 is het aantal inwoners door het United States Census Bureau geschat op 7220, een stijging van 550 (8,2%).

## Geografie
Volgens het United States Census Bureau beslaat de plaats een oppervlakte van 11,4 km², waarvan 11,2 km² land en 0,2 km² water.

## Plaatsen in de nabije omgeving
De onderstaande figuur toont nabijgelegen plaatsen in een straal van 12 km rond Winthrop Harbor.